# Microlepis
Microlepis là chi thực vật có hoa trong họ Mua.